# Кломпар
Кломпар је мајстор занатлија који прави кломпе и нануле.

## О занату
Кломпар је занатлија који ручно израђује дрвену обућу коју се некада носили пољопривредници у мокрим пољима током тешких зимских дана, а по којој су постали познати и у Аустрији, Немачкој, Мађарској, Румунији, Бугарској, Русији, Украјини.
Ова врста обуће се већ вековима производи, а и носила се, широм света, па и у Србији. У зависности од тога где се производе, кломпе различито изгледају. Холандски тип је у потпуности од дрвета и подсећа на папуче за зашиљеним врхом, италијански такође наликује папучума, само са отвореним прстима и кожним горњим делом, енглески је претеча модерних кломпи које данас често носе здравствени радници, а јапански тип кломпи личи на јапанке са дрвеним ђоном.
У Србији су се производиле и још се праве исте кломпе као и у Холандији. Данас је то једна од занатских делатности која лагано изумире. Први подаци о кломпарима код нас датирају из 19. века и то из Војводине, где су коришћене и као народна ношња, али и као радна обућа. У Бачкој су често ношене зими по блату, снегу и леду. Биле су увек за један број веће и веома широке, тако су њихови власници у њих гурали сламу и сено, или облачили дебеле вунене чарапе, како би имали топлу обућу. Војвођани су их радо носили зато што су биле најприступачнија и најјефтинија обућа.

### Бачки Моноштор
Село надомак Сомбора, Бачки Моноштор, одувек је било познато по производњи дрвених кломпи. Почетком 20. века у овом селу кломпарством се бавило више од 70 људи, чије кломпе су извожене у Аустрију, Немачку, Мађарску, Румунију, Бугарску, Русију, Украјину, али и преко океана – у САД и Канаду. Данас у целом овом региону кломпе производе два кломпара.

## Материјал и алат
Најбоља сировина за израду кломпа јесте свеже посечена врба или липа, као и да је то део стабла два метра од пања, најбоље дебљине од 35 до 40 центиметара.
Алат за израду кломпа су разне бургије, кашике, брка (алат за глачање дна кломпе), фанцага (секира), разни ножеви и стеге, те кломпарски стол са постољем. 